# Universidad Tecnológica Metropolitana (México)
La Universidad Tecnológica Metropolitana (UTM) es una universidad tecnológica de carácter público ubicada al sur de la ciudad de Mérida, en el estado de Yucatán, en México. Fue creada en 1999 impartiendo actualmente carreras técnicas con una duración de 2 años, obteniéndose al finalizarlas el título de Técnico Superior Universitario. En el año 2012 y como parte de su nuevo programa de continuación de estudios, la universidad empezó a ofrecer licenciaturas e ingenierías en las divisiones académicas de Tecnologías de la Información y la Comunicación, Industria, Administración e Innovación y Desarrollo Estratégico, así como especialidades en Aeronáutica y Ciberseguridad.

## Historia
La Universidad Tecnológica Metropolitana fue creada el 13 de mayo de 1999 mediante el Decreto n.º 196 del entonces Gobernador de Yucatán Víctor Cervera Pacheco como un órgano descentralizado del Gobierno del Estado. En sus inicios, la universidad impartía únicamente carreras técnicas con una duración de 2 años. A partir del año 2012, la UTM también comenzó a ofrecer grados académicos de licenciatura e ingeniería como parte de su nuevo sistema de continuidad de estudios. Para acceder a alguno de estos grados académicos, primero es necesario haber obtenido el título de Técnico Superior Universitario por parte de la universidad.

## Laboratorios
La UTM posee modernos laboratorios de Innovación, Diseño Digital, Manufactura y Logística (industria 4.0) que cuentan con tecnología punta especialmente en las áreas aeronáutica, automotriz y logística. Además y al igual que la Universidad Politécnica de Yucatán, también cuenta con un laboratorio de ciberseguridad, siendo los únicos de este tipo dentro de la Red Nacional de Institutos Tecnológicos y Universidades Politécnicas.

## Oferta académica
DIVISIÓN ADMINISTRACIÓN

Administración / Proyectos

•TSU en Administración Área Formulación y Evaluación de Proyectos
- Lic. en Gestión de Negocios y Proyectos

Capital Humano

•TSU en Administración Área Capital Humano
- Lic. en Gestión de Capital Humano

Turismo

•TSU en Turismo Área Hotelería

•TSU en Turismo Área Desarrollo de 
Productos Alternativos
- Lic. en Gestión y Desarrollo Turístico

Gastronomía

•TSU en Gastronomía
- Lic. en Gastronomía

Desarrollo de Negocios

•TSU en Desarrollo de Negocios Área Mercadotecnia

•TSU en Logística Área Cadena de Suministros
- Lic. en Diseño y Gestión de Redes Logísticas
- Lic. en Innovación de Negocios y Mercadotecnia

División Innovación y Desarrollo Estratégico
•TSU en Diseño Digital Área Animación
- Lic. en Diseño Digital y Producción Audiovisual

DIVISIÓN INDUSTRIAL

Mantenimiento

•TSU en Área Industrial
- Ing. en Mantenimiento Industrial

Mecatrónica

TSU Área Automatización

•TSU Área Instalaciones Eléctricas Eficientes
- Ing. en Mecatrónica

Procesos Industriales

•TSU en Área Manufactura
- Ing. Sistemas Productivos

Energías Renovables

TSU Área Solar
- Ing. Energías Renovables

Diseño y Moda Industrial

•TSU en Área Producción
- Ing. Diseño Textil y Moda

DIVISIÓN DE TECNOLOGÍAS DE LA COMUNICACIÓN Y DIFUSIÓN

•TSU en Infraestructura de Redes Digitales
- Ing. en Redes Inteligentes y Ciberseguridad

•TSU en Desarrollo de Software Multiplataforma
- Ing. en Desarrollo y Gestión de Software

•TSU en Entornos Virtuales y Negocios Digitales 
- Ing. en Entornos Virtuales y Negocios Digitales